# 台楠
台楠（学名：Phoebe formosana），又名台湾雅楠、內冬子楠、火炭楠，为樟科楠属下的一种常綠小喬木，高可達15米，為台灣特有植物，分佈于中高海拔山區。其种加词“formosana”意为“台湾的”。